# Dolina Wiercicy

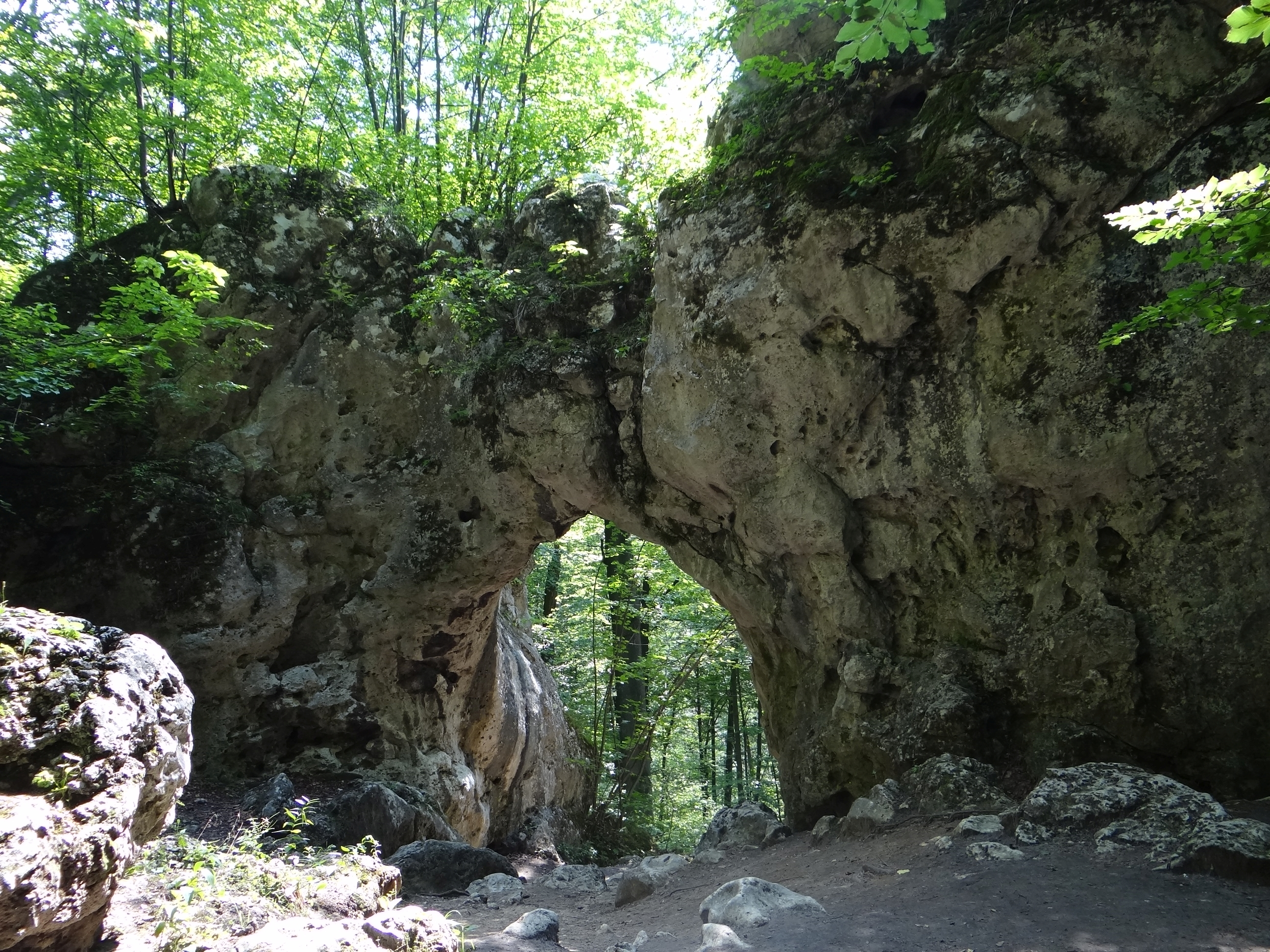
Brama Twardowskiego

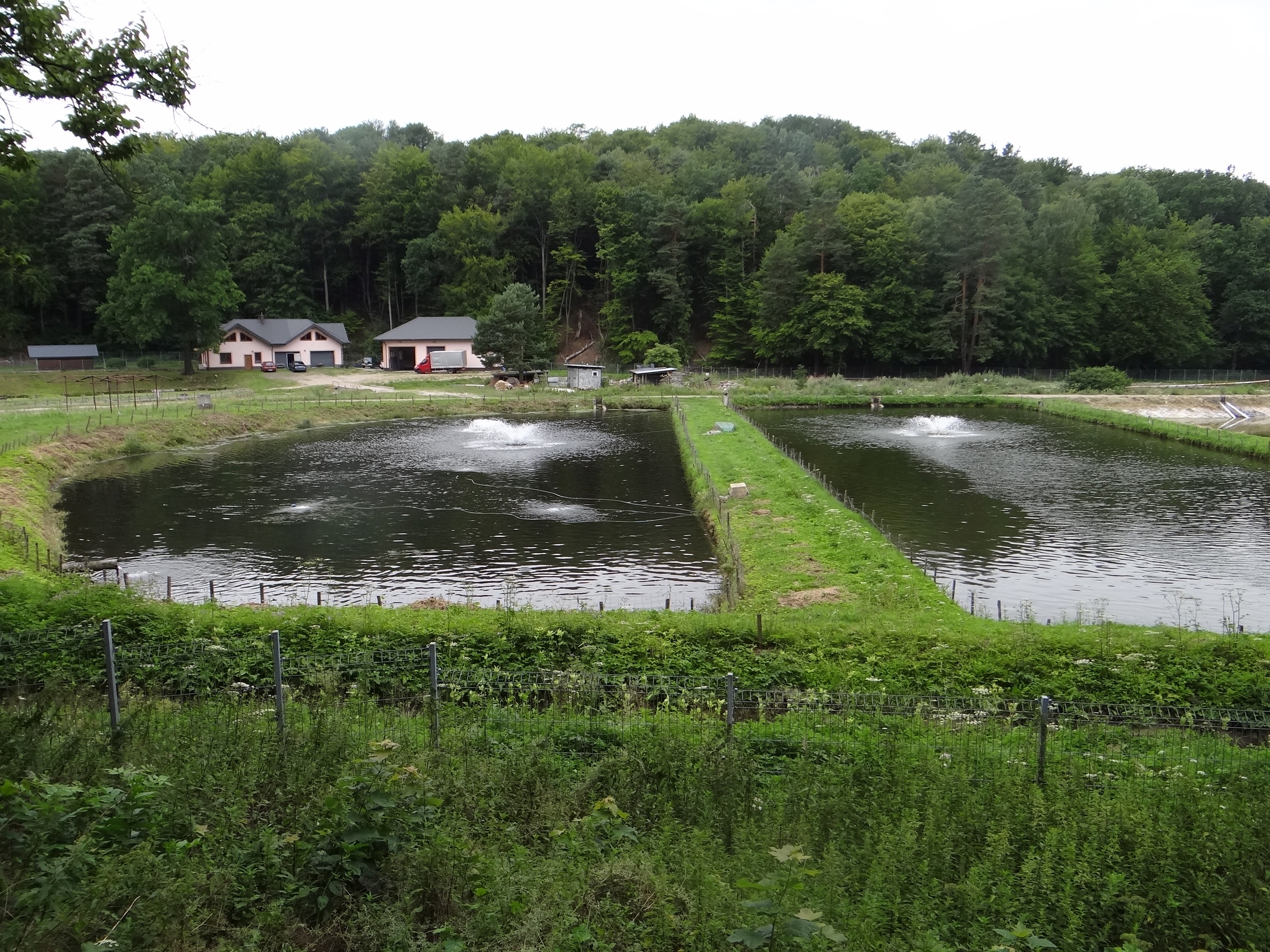
Fragment pstrągarni w Złotym Potoku

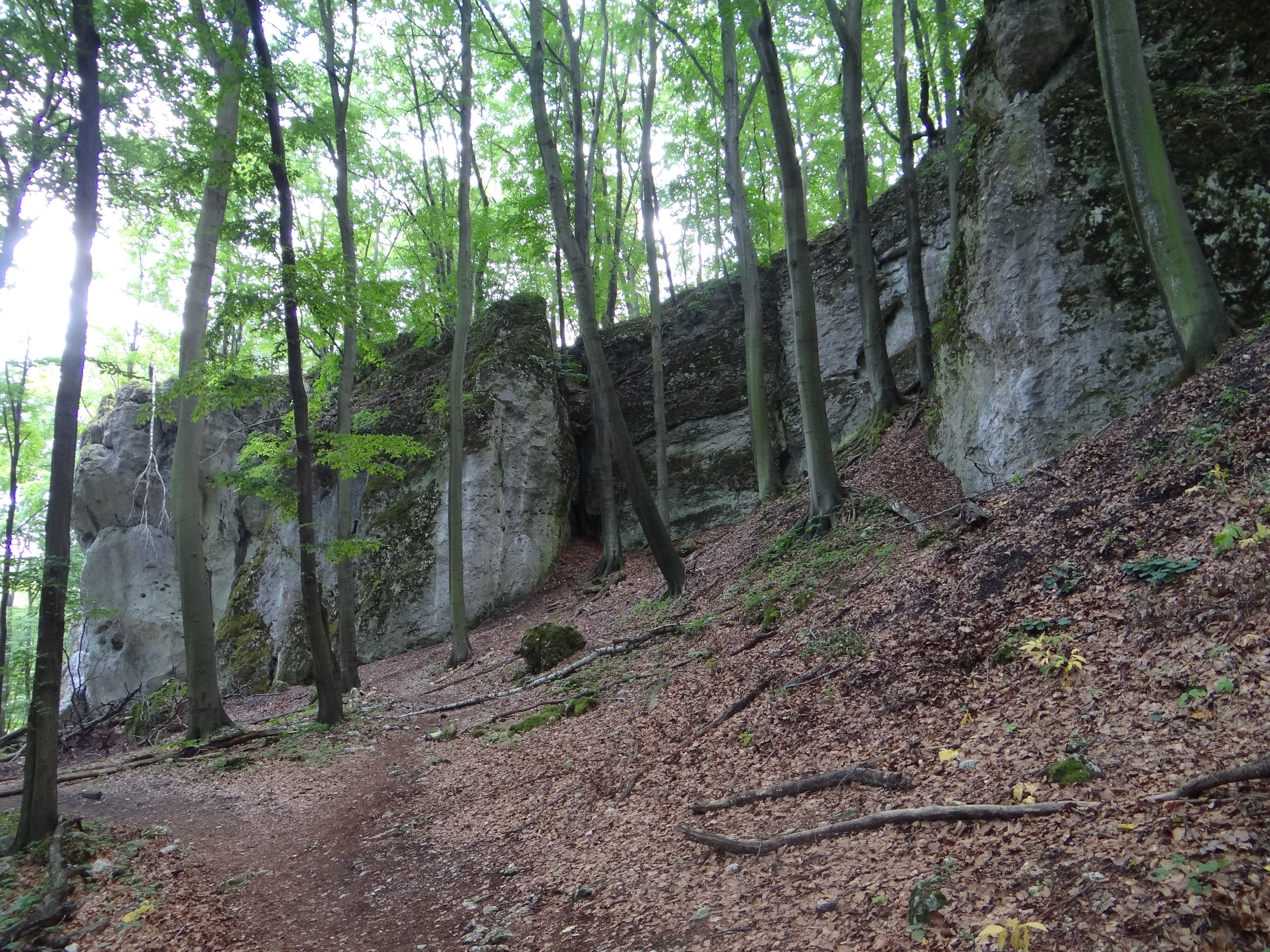
Skała Ostrężnik

Dolina Wiercicy – dolina rzeki Wiercica na Wyżynie Częstochowskiej. Od źródeł do Warty ma długość około 30 km. Najbardziej turystycznie atrakcyjny jej odcinek znajduje się między jej źródłami a zabudowanym obszarem wsi Janów. Porasta go dobrze zachowany las i jest na nim wiele atrakcji przyrodniczych i historycznych.
Głównymi źródłami Wiercicy są Źródło Zdarzeń wypływające w okolicach Zamku Ostrężnik oraz Źródło Elżbiety i Źródło Zygmunta wypływające 1,5 km dalej na północny wschód. Nieco poniżej znajduje się założona przez hrabiego Edwarda Aleksandra Raczyńskiego Pstrągarnia w Złotym Potoku z systemem stawów rybnych, zasilanych wodami potoku. W XIX wieku była ona największym pstrągowym gospodarstwem rybackim w kontynentalnej Europie. Działa nieprzerwanie do dziś i obsługuje turystów; można tu kupić żywe ryby i działa tu smażalnia ryb. W górnym odcinku swego biegu dolinę Wiercicy porasta bukowy las z licznymi wapiennymi ostańcami, wśród których najbardziej atrakcyjnymi dla turystów są skały Diabelskie Mosty i Brama Twardowskiego. W dolinie utworzono dwa rezerwaty przyrody: Parkowe i Ostrężnik. Jest szereg stawów, m.in. Staw Szmaragdowy, Staw Zielony, Amerykan, Irydion, Sen Nocy Letniej i in.
W Dolinie Wiercicy jest także wiele zabytków kultury. Na wzniesieniu po drugiej stronie pstrągarni archeolodzy odkryli pozostałości grodziska zwane Osiedlem Wały. Grodzisko funkcjonowało od VIII do XII wieku. Zabytkiem dawnej techniki jest Młyn Kołaczew. W miejscowości Złoty Potok znajduje się dwór Zygmunta Krasińskiego, obecnie zamieniony w Muzeum Regionalne im. Zygmunta Krasińskiego w Złotym Potoku. Obok niego stoi Pałac Raczyńskich.
Dolina jest atrakcyjna także dla wspinaczy skalnych. Wśród skał znajdujących się na terenie rezerwatów przyrody do wspinaczki udostępnione są tylko Diabelskie Mosty, ale w dolinie jest oprócz nich jeszcze ponad 20 innych skał, na których można uprawiać wspinaczkę. W skałach znajdują się liczne jaskinie i mniejsze schroniska będące źródłem zainteresowania grotołazów. Atrakcją turystyczną jest Grota Niedźwiedzia.

## Turystyka
Doliną Wiercicy prowadzi droga wojewódzka nr 793. Dolina ma dobrze rozwiniętą infrastrukturę turystyczną. Prowadzą przez nią szlaki turystyki pieszej i rowerowej, ścieżki dydaktyczne z tablicami informacyjnymi i ścieżki spacerowe. Parkingi znajdują się w Złotym Potoku, przy Zamku Ostrężnik, przy skrzyżowaniu drogi nr 793 z drogą do Siedlca, przy pstrągarni (tylko dla jej gości) i przy Młynie Kołaczew.
 – Szlak Orlich Gniazd
 – Szlak Zamonitu
 – Szlak Walk 7 Dywizji Piechoty Wrzesień 1939
 Szlak Architektury Drewnianej województwa śląskiego
 – ścieżki: „Parkowe”, „Tropem tajemnic”, ścieżka dydaktyczno-spacerowa w Siedlcu, „Leśniczówka Dziadówki”, „Szlakiem zjawisk krasowych”, „Złota kraina pstrąga”.